# Сікора бура
Сіко́ра бура (Leptasthenura fuliginiceps) — вид горобцеподібних птахів родини горнерових (Furnariidae). Мешкає в Болівії і Аргентині.

## Підвиди
Виділяють два підвиди:
- L. f. fuliginiceps (d'Orbigny & Lafresnaye, 1837) — Болівійські Анди (від південного Ла-Пасу до Потосі і Тарихи);
- L. f. paranensis Sclater, PL, 1862 — північно-західна і західна Аргентина (Анди від Жужуя до Сальти і Мендоси, а також гори Сьєррас-де-Кордова[en]).

## Поширення і екологія
Бурі сікори мешкають в Болівії і Аргентині. Вони живуть у високогірних чагарникових заростях та у вологих гірських тропічних лісах Polylepis. Зустрічаються на висоті від 1000 до 4200 м над рівнем моря, переважно на висоті від 2000 до 3300 м над рівнем моря. Живляться дрібними безхребетними, яких шукають серед рослинності.